# 新羅の入寇
新羅の入寇（しらぎのにゅうこう）は、新羅からの流民や帰化人による犯罪及び国家規模の海賊行為等の総称。かつては「新羅の賊」と呼ばれた。新羅寇とも言う。
新羅の国内の混乱により、811年から新羅が滅亡する935年までの間に、度々、新羅の賊が日本各地を侵した。本項では新羅滅亡以後の賊徒侵攻についても概説する。

## 概要
新羅南部の沿海の流民あるいは海賊とみられる者たちが、8世紀以降かなり頻繁に対馬や北九州を襲った。しかしその中には組織的な大集団も多く、国家または強大な豪族の関与が疑われるものも多い。
なお平安中期まで日本では「高麗」といえば渤海国（東丹国）を指したため、朝鮮半島の高麗成立以後も11世紀半ば過ぎまでこれを区分するために「新羅（の賊）」という称も用いられた。
新羅の賊が発生した理由としては、『三国史記』新羅本紀の記述から、745年頃から750年代後半にかけて新羅で飢饉や疫病が発生し、社会が疲弊していたことが指摘されている。755年には新羅王のもとへ、飢えのため、自分の股の肉を切り取って父親に食べさせた男の話が伝わるほどだった。このときに、九州北部をはじめ、日本へ亡命し、帰化した新羅の民が多数いた。
しかし、その移民の数が多いため、759年（天平宝字3年）9月、淳仁天皇は太宰府に、新羅からの帰化人に対して、帰国したい者があれば食料等を与えたうえで帰国させよとする勅を出した。翌年には、帰国を希望しなかった新羅人131人を武蔵国に送致した。
また当時、新羅は新羅下代から後三国時代につながる混乱期であって、慶州を中心とする王権は地方まで十分に及ばず、民衆は重なる政治混乱にも苦しんでいた。唐とは友好関係であったが、それ以外の周辺国である日本や渤海などとは断交していた。一方日本は、渤海とは友好的であったが新羅との仲は険悪であった。
日本では、白村江の戦い以来、唐・新羅の連合による日本侵略を恐れていたため、新羅の行動はきわめて挑発的にみなされた。ただし、これらの海寇は全面戦争に波及せず、唐は中立を守ったものの、日本側は大きな自制を強いられていた。

## 前史
三国史記によると、新羅建国時から日本による新羅への軍事的な侵攻が度々記述されている。多くの場合日本側が勝利を収め、新羅側は食料・金銭・一部領土等を日本に割譲した。なお新羅建国の王族の昔氏が倭人とされる。また、新羅の重鎮には倭人も登用されていたと考えられ、三国史記には新羅への数千人規模の倭人渡来の記述が見受けられる。

### 大化の新羅の賊
兵庫県朝来市の赤淵神社に伝承する『神社略記』によると、645年（大化元年）に表米宿禰命（ひょうまいすくね）が丹後・白糸の浜に来襲した新羅の賊を討伐した。沈没しかけた船を、大海龍王が、アワビの大群を用いて救ったと伝わる。赤淵神社は日下部氏が奉祭する。
663年（天智天皇2年）8月には、倭国は百済の救援のため、朝鮮半島で唐・新羅連合軍と白村江で戦うが、敗北する。
668年（天智天皇7年）、「新羅の僧沙門道行が草薙剣を盗みて新羅に逃げ向く。而して中路にて雨風荒れ、迷いて帰る」という草薙剣盗難事件が発生している。

### 遣新羅使と新羅による日本への朝貢
668年以降、日本は遣新羅使を派遣している。天武天皇の即位から780年まで、日羅関係の情勢に応じながらも遣日本使が30回以上到来している。
672年の壬申の乱で勝利した大海人皇子（後の天武天皇。在位673年 - 686年）は、親新羅政策を採った。また、次代の持統天皇（在位690年 - 697年）も亡夫の天武天皇の外交方針を後継し、同様に親新羅政策をとったが、新羅に対しては対等の関係を認めず、新羅が日本へ朝貢するという関係を強いたが、新羅は唐との対抗関係からその条件を呑んで日本への朝貢関係を採った。

### 帰化人
日本からは高句麗に学問僧など留学生が派遣された。687年（持統天皇元年）、日本の朝廷は帰化した新羅人14人を下野国に、新羅の僧侶及び百姓の男女22人を武蔵国に送って土地と食料を給付し、生活が出来るようにする。帰化人の総数には日本から新羅に帰化していた倭人も含まれる。また天皇により新羅人の帰国が奨励され、半島に帰還するものに対しては食料が配布された。
689年（持統天皇3年）にも投化した新羅人を下毛野に移し、翌690年（持統天皇4年）には帰化した新羅の韓奈末許満等12人を武蔵国や、下毛野国に居住させる。715年（霊亀元年）には尾張国人の席田君邇近及び新羅人74人が美濃国を本貫地とし、733年（天平5年）席田郡に移される。

### 「王城国」改称問題
しかし、新羅が国力を高めて、735年（天平7年）日本へ入京した新羅使が、国号を「王城国」と改称したと告知したため、日本の朝廷は無断で国号を改称したことを責め、使者を追い返した。
両国関係は、朝鮮半島を統一し国家意識を高め、日本との対等な関係を求めた新羅に対して、日本があくまで従属国扱いしたことにより悪化した。なお、当時、渤海が成立し、日本へ遣日本使を派遣していることも背景にあるとされる。

### 阿倍継麻呂と疫病
翌736年（天平8年）には遣新羅大使の阿倍継麻呂が新羅へ渡ったが、外交使節としての礼遇を受けられなかったらしく、朝廷は伊勢神宮など諸社に新羅の無礼を報告し調伏のための奉幣をしており、以後しばらくは新羅使を大宰府に止めて帰国させ、入京を許さなかった。
また、阿倍継麻呂は新羅からの帰国途中に病死し、残りの遣新羅使の帰国後、平城京では天然痘とみられる疫病が流行った。当時、この疫病が新羅から持ち込まれたと信じられた。だが、随員の雪連宅満は新羅到着前に既に病没していること、『三国史記』でも遣新羅使の新羅到着前後から聖徳王を含めた新羅側要人急死の記事が現れていることから、遣新羅使出発段階で既に感染者がおり、その往復によって日羅両国に感染が拡大した可能性も指摘されているが、雪連宅満の死因が天然痘と推測できるものはなく、当時「持ち込まれた」とされたことからも、それが天然痘であるかの判断はともかく、使者の帰国前までは同様の症状の疾病は国内に流行していなかったことが推測されるのみである。

### 金泰廉による日本への朝貢
752年（天平勝宝4年）、新羅王子金泰廉ら700余名の新羅使が来日し、日本へ朝貢した。この使節団は、奈良の大仏の鍍金用に大量の金を持ち込んだと推定されている。この際は王子による朝貢であり外交的には日本に服属した形となった。朝貢の形式をとった意図は明らかではないが、唐・渤海との関係を含む国際情勢を考慮し極度に緊張していた両国関係の緊張緩和を図ったという側面と交易による実利重視という側面があると見られている。金泰廉は実際の王子ではないとする研究が出されているが、王子の朝貢を演出することによってより積極的な通商活動を意図していた説には確証は無い。

### 長安での席次争い
翌753年（天平勝宝5年）には長安の大明宮で開催された唐の朝賀で遣唐使大伴古麻呂が新羅の使者と席次を争い意を通すという事件が起こる。この際、唐は新羅が倭の従属国であるとする日本側の主張を受け入れ新羅を下位においた。この年の遣新羅大使は、新羅で景徳王に謁することが出来なかった。

### 藤原仲麻呂の新羅征討計画
758年（天平宝字2年）、唐で安禄山の乱が起きたとの報が日本にもたらされ、藤原仲麻呂は大宰府をはじめ諸国の防備を厳にすることを命じる。759年（天平宝字3年）新羅が日本の使節に無礼をはたらいたとして、仲麻呂は新羅征伐の準備をはじめさせた。軍船394隻、兵士4万700人を動員する本格的な遠征計画が立てられるが、この遠征は後の孝謙上皇と仲麻呂との不和により実行されずに終わる。
朝鮮半島を統一し国家意識を高め、日本との対等な関係を求めた新羅に対して、人質の献上や朝貢を受けるなどし、従来から新羅を属国と見なして来た日本（『隋書』倭国伝は、新羅が倭国を敬仰して、使いを通じていたと記している。）は激しい反感を持ち、その様子は仲麻呂が渤海の要請により新羅討伐計画を立ち上げた際の主張である、「新羅が属国であるにもかかわらず日本に非礼であるためとしている」に窺える。

### 御調朝貢
8世紀の終わりに新羅の国内が混乱すると、再び日本に慇懃な態度をとるようになり、779年（宝亀10年）、新羅は日本への服属を象徴する御調（みつき）を携え使者を派遣した。この調は、日本が新羅に要求し続けた念願の品であった。
また、新羅の混乱により多数の難民が日本列島へ亡命し、大量に帰化を申請する事態が発生するが、日本側は、「蛮国」の人民が天皇の徳を慕って帰化を願うことは、日本における中華思想にかなっていたため、帰化を許可した。

### 遣新羅使停止
しかし、翌780年に正規の遣新羅使は停止され、以後は遣唐使の安否を問い合わせる使者が数度送られたのみとなった。しかし民間レベル（主に交易）での交流は続けられており、唐・日本・新羅商人により、日本の文物を唐・新羅へ、唐・新羅の文物を日本へ、と運んで交易に励んだ。そのため、三国の情報は比較的詳細に交換されていた。有名な新羅商人に張宝高がいる。

## 弘仁の新羅の賊
811年（弘仁2年）12月6日、新羅船三艘が対馬島の西海に現れ、その内の一艘が下県郡の佐須浦に着岸した。船に十人ほど乗っており、他の二艘は闇夜に流れ、行方が分からなくなった。
翌12月7日未明、灯火をともし、相連なった二十余艘の船が島の西の海中に姿を現し、これらの船が賊船である事が判明した。そこで、先に着岸した者のうち五人を殺害したが、残る五人は逃走し、うち四人は後日捕捉した。そして、島の兵庫を護り、軍士に動員をかけた。また遠く新羅（朝鮮半島方面）を望み見ると、毎夜数箇所で火光が見えると大宰府に報告された。大宰府は、事の真偽を問うために新羅語の通訳と軍毅等を対馬島へ派遣し、さらに旧例に准じて要害の警備につくすべき事を大宰府管内と長門・石見・出雲等の国に通知した。
813年（弘仁4年）2月29日、肥前の松浦郡五島の小近島（小値賀島）に、新羅人110人が五艘の船に乗り上陸した。新羅の賊は島民と交戦し、島民を9人打ち殺し100人を捕虜にした。この日は、基肄団の校尉貞弓らの去る日であった。
また、4月7日には、新羅人一清、清漢巴らが日本から新羅へ帰国したと大宰府から報告された。この言上に対して、新羅人らを訊問し、帰国を願う者は許可し、帰化を願う者は、慣例により処置せよと指示した。
事後の対策として通訳を対馬に置き、商人や漂流者、帰化・難民になりすまして毎年のように来寇する新羅人集団を尋問できるようにし、また835年（承和2年）には防人を330人に増強した。838年（承和5年）には、796年以来絶えていた弩師（どし）を復活させ、壱岐に配備した。弩師とは、大弓の射撃を教える教官である。

## 弘仁新羅の乱
820年（弘仁11年）2月13日、遠江・駿河両国に移配した新羅人在留民700人が党をなして反乱を起こし、人民を殺害して奥舎を焼いた。
両国では兵士を動員して攻撃したが、制圧できなかった。賊は伊豆国の穀物を盗み、船に乗って海上に出た。しかし、相模・武蔵等七国の援兵が動員され追討した結果、全員が降服した。
帰化人には口分田と当面の生活費が与えられたが、かれらはおそらく博多などに土着して本国と違法な交易を目論んでおり、それを見透かされ東国に移されたことを逆恨みしたものと推定される。
乱後処理として823年（弘仁14年）に若く気鋭の藤原衛が遠江守に任ぜられる。衛は穏やかで落ち着いた統治を行い、百姓達も喜んだ様子であったとされる。
841年（承和8年）、新羅海商の張宝高（張保皐）が故国で暗殺される事件が起きた。これを受けて、翌年には新羅人の日本への帰化が停止されることとなった。これは、新羅からの帰化人対策に詳しくなった藤原衛が、新羅との最前線である太宰大弐を勤めていた842年（承和9年）、新羅人の来航・帰化申請の禁止を朝廷に進言したものである。朝議の結果、以後は帰化を申請してきた場合でも、漂着民に食料衣服を与えて追い返すこととされた。これは『貞観格』にも収められ、以後の新羅人対策の基本方針になった。これにより、新羅人は民間交易は許されたが鴻臚館への出入りが禁じられ官貿易から締め出される事になった。

## 山春永らの対馬侵攻計画
866年（貞観8年）には、肥前基肄郡擬大領（郡司候補）山春永（やまのはるなが）、藤津郡領葛津貞津、高来郡擬大領大刀主、彼杵郡住人永岡藤津らが新羅人と共謀し、日本国の律令制式の弩の製法を漏らし、対馬を攻撃する計画が発覚したが未遂に終わった。
なお、この対馬襲撃計画に先立つ857年（天安元年）には、対馬島で島内の豪族が300人ほどの兵を率いて対馬守を襲撃する反乱が起きていた。

## 貞観の入寇
869年（貞観11年）6月から、新羅の海賊が艦二艘に乗り筑前国那珂郡の荒津に上陸し、豊前の貢調船を襲撃し、年貢の絹綿を掠奪し逃げた。追跡したが、見失ったと『日本三代実録』に記録があり、隣国である新羅の内乱「鄰國の兵革」が背景にあるのではないかと卜（うらない）が伝えたとある。

9世紀半ばには、五島列島に唐や新羅の商船が寄港する基地があり、新羅海賊もここを経由して博多を襲撃したとみられている。また、同年の869年（貞観11年）5月26日（ユリウス暦7月9日）には、貞観地震や肥後の地震が発生している。

### 日本三代実録の記録
『日本三代実録』巻十六、貞観十一年六月十五日条から十八年三月九日条。新羅の賊の博多への入寇と、その後の対策該当箇所。

### 日本側の対応
これに対し朝廷は囚人を要所に防人として配備することを計画したり、沿海諸郡の警備を固めたほか、内応の新羅商人潤清ら30人を逮捕し放逐することに決め、賊徒を射た「海辺の百姓五、六人」を賞した。その後、新羅に捕縛されていた対馬の猟師・卜部乙屎麻呂が現地の被害状況を伝えたため、結局大宰府管内のすべての在留新羅人をすべて陸奥などに移し口分田を与えて帰化させることに定めた。このとき新羅は大船を建造しラッパを吹き鳴らして軍事演習に励んでおり、問えば「対馬島を伐ち取らんが為なり（870年2月12日条）」と答えたという。

#### 藤原元利万侶の反乱計画
また現地の史生が「新羅国の牒」を入手し、大宰少弐藤原元利万侶（ふじわらのげんりまろ）が新羅国王と内応して反乱を企ていたことが発覚する。

#### 国防体制
870年2月15日、朝廷は弩師や防人の選士50人を対馬に配備する。また、在地から徴発した兵が役に立たないとみた朝廷は、俘囚すなわち律令国家に服属した蝦夷を配備した。これらの国防法令は『延喜格（えんぎきゃく）』に収められ、以後の外交の先例となった。
また、伊勢神宮、石清水八幡宮、香椎、神功皇后陵などに奉幣および告文をささげ、「わが日本の朝は所謂神明の国也。神明の護り賜わば何の兵寇が近く来るべきや（日本は神の国であり、神の守護によって敵国の船は攻め寄せない）」と訴えた。こうして新羅を敵視する考えは神国思想の発展へとつながっていった。また、神功皇后による三韓征伐説話もたびたび参照されるようになる。
870年（貞観12年）9月、新羅人20人の内、清倍、鳥昌、南卷、安長、全連の5人を武蔵国に、僧香嵩、沙弥傳僧、關解、元昌、卷才の5人を上総国に、潤清、果才、甘參、長焉、才長、眞平、長清、大存、倍陳、連哀の10人を陸奧国に配する。
また貞観14年から19年にかけて編纂された『貞観儀式』「追儺儀（ついなのぎ）」では、陸奥国以東、五島列島以西、土佐国以南、佐渡国以北は、穢れた疫鬼の住処と明記されている。こうして対新羅関係が悪化すると、天皇の支配する領域の外はケガレの場所とする王土王民思想も神国思想とともに形成された。
また、貞観の入寇の三年前の866年（貞観8年）には応天門の変が起こっており、こうした日本国内の政権抗争と同時期に起こった貞観の入寇などの対外的緊張の中で、新羅排斥傾向が生み出されたとされる。

## 寛平の韓寇
『日本紀略』『扶桑略記』893年（寛平5年）および894年（寛平6年）の条にみえる熊本、長崎、壱岐、対馬にかけての入寇とその征伐の記録には、873年（貞観15年）、武将でもある小野春風が対馬守に赴任、朝廷に食料袋1000枚、保呂（矢避けのマント）1000領を申請して防備の拡充を行っている。
893年（寛平5年）5月11日、大宰府は新羅の賊を発見。「新羅の賊、肥後国飽田郡に於いて人宅を焼亡す。又、肥前国松浦郡に於いて逃げ去る」。
翌894年（寛平6年）4月、対馬島を襲ったとの報せを受ける。沿岸国に警固を命じ、この知らせを受けた朝廷は、政治の中枢の人間である参議の藤原国経を大宰権帥として派遣するなどの対策を定めたが、賊は逃げていった。この間遣唐使が定められたが、一説に唐の関与を窺うためであったともいう。
894年（寛平6年）、唐人も交えた新羅の船大小100艘に乗った2500人にのぼる新羅の賊の大軍が襲来し、対馬に侵攻を始めた。
9月5日の朝、45艘でやってきた賊徒に対し、武将としての経験があり対馬守に配されていた文屋善友は郡司士卒を率いて、誘い込みの上で弩を構えた数百の軍勢で迎え撃った。雨のように射られ逃げていく賊を追撃し、220人を射殺した。賊を計300名を討ち取った。また、船11、太刀50、桙1000、弓胡(やなぐい)各110、盾312にものぼる莫大な兵器を奪い、賊ひとりを生け捕った。
捕虜の証言ではこれは民間海賊による略奪ではなく、新羅による襲撃略奪であった。捕虜曰く、新羅は不作で餓えに苦しみ、倉も尽きて王城も例外ではなく、「王、仰せて、穀絹を取らんが為に帆を飛ばして参り来たる」という。その全容は大小の船100艘、乗員2500、逃げ帰った将軍はなお3人いて、特に1人の「唐人」が強大である、と証言した。朝鮮側の資料である『三国史記』889年の記事にも、国内の不作と重税によって、反乱が起こったとあり、捕虜の虚言ではなく、反乱をさけて、国外に手を出したとみられる。
同年9月19日、大宰府の飛駅の使が撃退の成功を伝え、遣唐使も中止された（翌年9月にも壱岐島の官舎が賊のため全焼したことを伝えているが、これはおそらく本年のこととみられる）。
翌年の895年（寛平7年）にも、新羅の賊が壱岐を襲撃し、官舎が焼かれた。

## 延喜の新羅の賊
天健金草神社の社伝には、延喜6年（906年）七月十三日、隠岐国の坤方から猛風が吹き、天健金草神の託宣があった。
「新羅の賊船が北海にあり、我、彼の賊を追退せんがため大風を吹かせた」その後、帆柱等が流れ着き、神威の大きさを知らしめた。と伝えられている。

## 長徳の入寇
997年（長徳3年）、高麗人が、対馬、肥前、壱岐、肥後、薩摩、大隅など九州全域を襲う。民家を焼き、財産を収奪し、男女300名がさらわれた。これは南蛮の入寇ともいわれ、奄美島人も賊に参加していたといわれる。
『百練抄』にはすべて「高麗国人」とあるが、『紀略』は南蛮の賊、奄美島人という『小右記』にみえる報告書の説を採って統一している。現地、史記のそれぞれに混同があると見られる。
同年11月に朝廷は南蛮の討伐を、翌9月には貴駕島に命じて南蛮の捕縛を求めた。この貴駕島は近年律令式建物遺構が発見された奄美・喜界島と推定されている。南海の法螺貝、夜光貝、硫黄などは日本の重要な交易物であり、薩摩が被害地に加わっていることから、薩摩に出入りの多い南蛮以外に考え付かなかったのだろうと推測されている。
被害が筑前、筑後、薩摩、壱岐、対馬と報告されているところから見ても奄美島人の単独行為とは思われず、数百人の拉致も前例がない。寛平の韓寇と酷似している。1001年（長保3年）にも高麗人の海賊行為が見られる。
参議藤原実資の「小右記」当該記事の頭書（見出し）に高麗国の賊、としていることについて、後に全て高麗の所業と判明したためにこのような頭書が書かれた、とする説がある一方、歴史作家の永井路子は、陰険な性質で反道長派の実資が、報告を受けたときの道長たちのあわてぶりを克明に記していることから、そのことへの当てこすりとしてわざと「高麗の賊」との見出しをつけた(たかが奄美の賊に攻められた程度でなんとみっともない、という皮肉)、という見解を示している。藤原行成の「権記」の該当部分ではかなり深刻な事態であった様子が記されており、蔵人頭の行成と参議の実資ではかなり異なる受取り方をしている。
なお、女真による刀伊の入寇の翌年、1020年（寛仁4年）12月には再び薩摩国が襲撃され人民が拐われており、『左經記』では南蛮の賊徒によるとしている。

## その他
863年（貞観五年）に丹後国にやってきた54人は「新羅東方の細羅国人」と主張した。また1093年には「海賊船」を拿捕し真珠、水銀、硫黄、法螺などの貨物を接収し宋人と日本人の乗員を奴隷にしたと記録している。これらはすべて日宋交易における日本産の有力な交易物なので「海賊船」として拿捕したというのは単なる口実だとも考えられる。

## 影響
すでに貞観の韓寇にたいする奉幣祈願の文に「我が日本の朝は所謂 神明之国なり」という思想がみえ、神風による非戦の解決が唱えられているのが注目される。903年（延喜3年）7月には隠岐国に託宣があり、神風が賊船を漂没させたという風聞が行われている。また「蕞爾（サイジ）たる新羅、凶毒狼戻なり」「新羅人、奸を挟（いだ）くこと年久しく、凶毒未だ悛（やま）ず」など、韓寇を非難するさまざまな言辞がみられる。
被害地では新羅人への反感も高まり、834年（承和元年）には「百姓、之を悪（にく）み彎弓で射て傷つく」などと在留者への暴力まで発生した。これに対し朝廷では「新羅人の来航を全面的に禁止すべき（藤原衛）」などの少数意見もあったが、徳を慕って来日する者に「仁恕」を示すべきとの意見が多数を占め、賊虜を放還するなど中途半端な対応を重ねた。
大宰府の府官による討伐は、封建武士の成長が遅れた九州において、健児クラスの武人を極端に成長させることはなかったが、後世少弐氏など府官の名目を持ち外交権の一部を管掌する特異な武士の成長を促した。
朝鮮側の諸史料は後世に再編されたものではあるが、新羅寇の記録はまったくなく、逆に新羅が倭寇に苦しんだとか日本に人質をもとめられた等の被害記事が多い。しかしいずれにせよ、朝鮮半島で後三国時代の混乱が高麗国の成立によって一旦治まると新羅寇の記録は日本側の史書で見えなくなる。